# Panamá la Vieja
Panamà la Vieja o Panamà Viejo és el nom que rep el jaciment arqueològic on va estar situada la ciutat de Panamà des de la seva fundació el 1519, fins al 1671. La ciutat va ser traslladada a una nova ubicació, uns 2 km al sud-oest, en quedar destruïda després d'un atac del pirata anglès Henry Morgan, al començament de la dècada del 1670; de la ciutat original, considerada com el primer assentament europeu a la costa pacífica d'Amèrica, queden avui diverses ruïnes que conformen aquest jaciment arqueològic.
Està inscrit en la llista del Patrimoni de la Humanitat de la UNESCO des del 2003.